# Dainese
Dainese es un fabricante italiano de equipo de protección para el motociclismo y ropa deportiva. Fundada en 1972 por Lino Dainese y establecida en Molvena, Italia. La actividad empezó con la producción de pantalones de piel para motocross. En la actualidad, ofrece ropa y complementos para motociclismo, deportes de verano y deportes de invierno.
En 2007, la compañía compró el fabricante de cascos AGV.
Dainese, ha vestido a pilotos de gran renombre, como es el caso de Dieter Braun (primer corredor con la marca Dainese), Giacomo Agostini, Kenny Roberts, Max Biaggi, Valentino Rossi, Dani Pedrosa (hasta 2006) y Jorge Lorenzo (hasta 2010).